# Корпус охраны пограничья
Корпус охраны пограничья, КОП — воинское формирование мирного времени, созданное в 1924 году для обороны восточной границы II Речи Посполитой, занятыми Польшей по итогам советско-польской войны. В случае начала военных действий деятельность КОП прекращалась, а её подразделения, в соответствии с мобилизационным планом, должны были усилить подразделения и части линейного Войска Польского.

## История

### Создание КОП

Границы Польши после подписания рижского договора в 1921 году

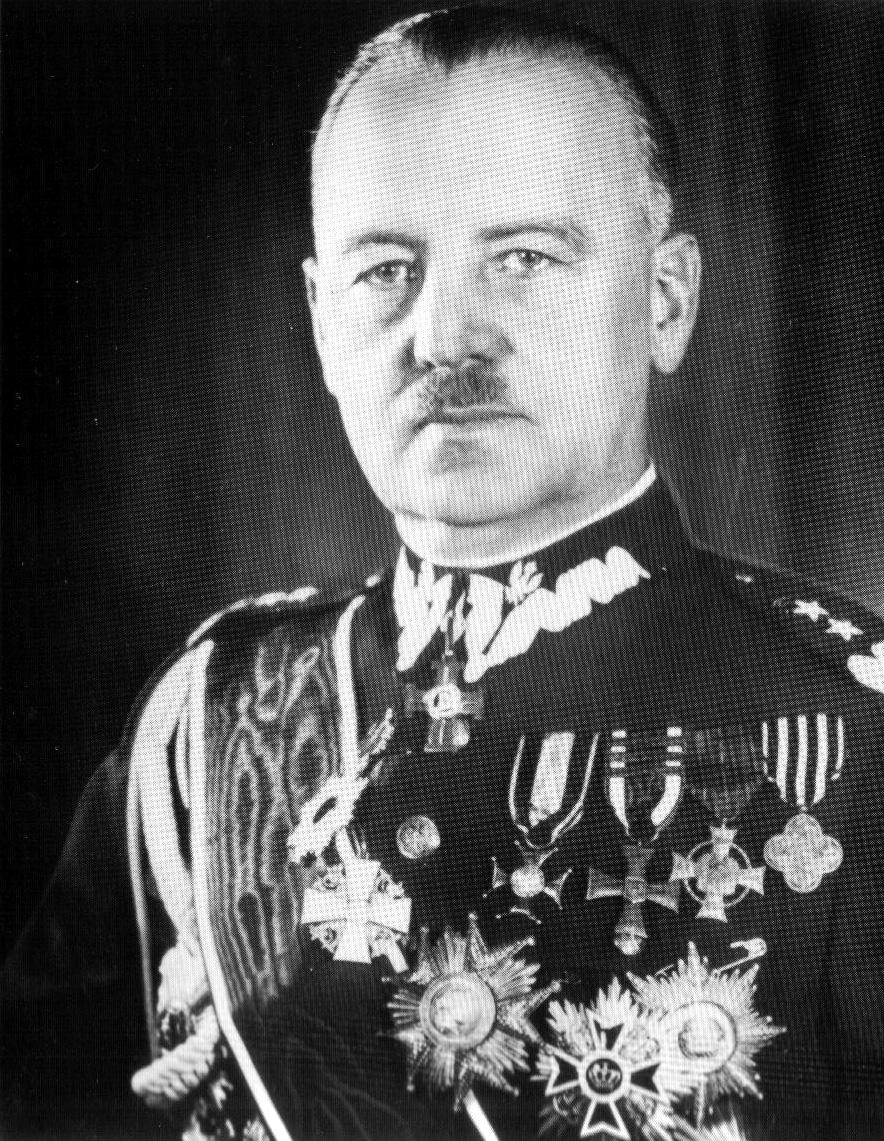
Див. ген. Владислав Сикорский — министр военных дел в 1924—1925 годах

Вскоре после подписания Рижского договора, в марте 1921 года советские власти начали кампанию дискредитации вновь признанной границы с Польшей, используя аргументы, что она не была проведена в соответствии с политикой признания прав наций на самоопределение. Советские власти стали оказывать помощь, а также создавать сами террористические банды, состоящие из представителей национальных меньшинств Польши, нападавшие с территории СССР на восточные повяты Польской Республики.
Специфика социально-политической обстановки в Восточных кресах республики привели к тому, что ни одно из действующих там до 1924 года пограничных формирований не было способно в полной мере реализовать своих целей. Различие в хозяйственно-политических системах Польши и Советского Союза, катастрофическая ситуация в хозяйственной деятельности восточного соседа, находившейся в состоянии разрухи, и национальная составляющая конфликтов углубляли процессы дестабилизации.
Постоянный бандитизм был сильно распространён как на территориях, заселённых белорусами, так и на населённой в большей мере украинцами Волыни, количество организованных диверсионных нападений с территории СССР и Литвы постоянно росло. Не изменило ситуацию и принятие в 1923 году охраны границы государственной полицией. Она была бессильна против нарастающей волны пограничной преступности.
Апофеоз необъявленной советской агрессии наступил в августе 1924 года, когда с территории СССР вооружённый отряд, насчитывающий около ста человек, под командованием офицера Красной армии Ваупшасова пересёк границу и ночью с 3 на 4 августа атаковал Столбцы в новогрудском воеводстве. Городок был захвачен бандитами Ваупшасова. Разграблены склады и дома, уничтожен полицейский участок и железнодорожная станция. В сентябре 1924 года под населённым пунктом Ловча банда задержала поезд линии Пинск — Лунинец, в котором ехали полесский воевода Станислав Довнарович и его товарищи — сенатор Республики Болеслав Вислоух и минский епископ Зигмунт Лозиньский.
Суммарно в 1924 году в польско-советском приграничье имело место более 200 крупных нападений и актов диверсии, в которых участвовало около 1000 бандитов, и в которых погибло как минимум 54 человека. Вооружённые диверсионные нападения с территории СССР, за которые официально советская сторона не признавала ответственности, компрометировали польскую администрацию и полицию и помогали пропаганде со стороны КПЗБ и КПЗУ о временном характере польско-советской границы, установленной Рижским договором и только что подписанным протоколом об окончательной делимитации границы.

Правительство Республики, после различных попыток взять ситуацию под контроль, в 1924 году постановило создать для системного решения проблем, специальное воинское соединение мирного времени под названием «Корпус Охраны Границы» (КОП). 

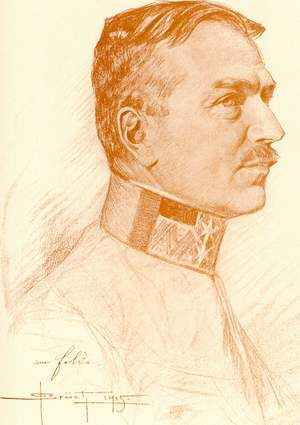
ген. Станислав Халлер — начальник Генерального штаба в 1923—1925 годах (рисунок 1915 года)

 Решение о его создании было принято во время специального заседания Совета министров с участием президента Республики Станислава Войцеховского 21-22 августа 1924 года. 12 сентября Министерство военных дел под руководством Владислава Сикорского издало приказ о создании КОП, а в инструкции от 17 сентября, разработанной Генштабом под руководством ген. Станислава Халлера, расписана воинская структура подразделения.
В его состав вошли: командование, штаб, специальные службы, бригады охраны границы, а также отдельные роты и заставы. Вопросами, связанными с обучением кадров, занимались подофицерские школы: кадровых подофицеров пехоты, кадровых подофицеров кавалерии, дрессировки служебных собак, рота обучения подофицеров таможенной службы. В рамках КОП свои функции исполняли: дивизион жандармерии и отделы разведки.
Командование КОП размещалось в здании на ул. Халубиньского в Варшаве.

### Обмундирование

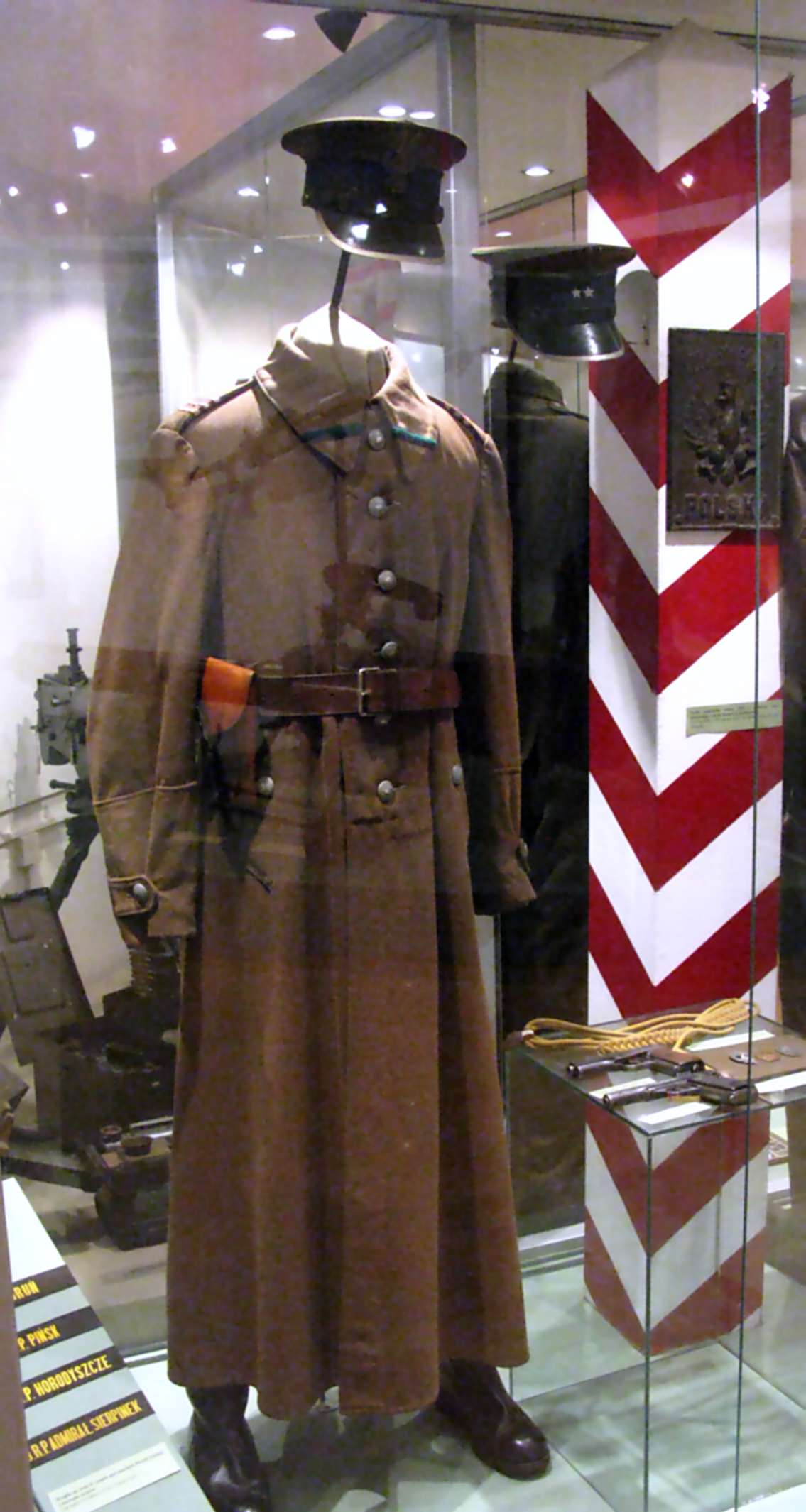
Мундир солдата Корпуса Охраны Границы

Обмундирование коповцев не сильно отличалось от формы других солдат Войска Польского. Различием было то, что они носили круглые шапки и этим вместе с шеволежерами составляли исключение в предвоенных сухопутных войсках. Шапки, названные в инструкциях шапками «английского образца», изготавливались из габардина общевойскового цвета, со светло-зелёной выпушкой вдоль края донца и гранатовым окружением, дополнены были чёрным козырьком, отороченным серебряным металлическим околышем. Орлы на шапках были такие же, как и в сухопутных войсках. Донца шапок были мягкие, как на конфедератках в остальной армии до реформы обмундирования в 1936 году, когда донца конфедераток были дополнены проволочной поддержкой. Петлицы (лапки) на мундирах КОП были гранатового цвета, со светло-зелёной обшивкой, украшенные типовым галуном. Кавалерия КОП, как и другие конные части, носила на мундирах нашивки цветов подразделения: гранатовый и светло-зелёный. Гранатовый цвет, как обще-войсковой в цветах КОП, символизировал связь подразделения с остальной армией, светло-зелёный цвет обычно расшифровывался как символ одного из предназначений корпуса: охрана границы.
Солдаты КОП использовали в боевых условиях каски французского типа, часто однако использовались полевые шапки. Полевые головные уборы (фуражки, полевые шапки) не были в этом подразделении распространены, так же как в послевоенном Войске Охраны Границы.

### КОП в 1924—1929 годах
Корпус был подчинён двум органам: Министерству военных дел — в вопросах кадровом, организационном, оперативном и обучения, а также Министерству внутренних дел — в вопросах охраны границы, безопасности в пограничной полосе и бюджета. С мая 1938 года в вопросах разведки, а также приготовлении к военным заданиям КОП подчинялся также и Генеральной инспекции вооружённых сил.
Заключённое между министрами внутренних и военных дел соглашение предусматривало организацию КОП в три этапа: первый с 1 ноября 1924 года, второй — до 1 марта 1925 года и третий — до 11 марта 1926 года.
Корпус охраны пограничья, хоть и относился к подразделениям МВД, являлся составной частью вооружённых сил II Речи Посполитой. Он должен был удерживать восточную границу страны. К его задачам относились:
- охрана нерушимости пограничных знаков и заграждений;
- недопущение нелегального провоза и перенесения товаров через границу;
- недопущение нелегального пересечения границы;
- борьба с финансовыми пограничными преступлениями, а также нарушениями постановлений о границах государства;
- сотрудничество с военными органами в деле обороны страны и т. д..

Только к концу 1924 года воины КОП задержали около 5 тысяч человек, которые пытались нелегально пересечь границу в СССР или в Польшу. Отбили 89 нападений различных банд, уничтожили 51 банду. В боях потери КОП составили 70 человек убитыми и ранеными.
Формирование корпуса, который получил структуру воинской части, было закончено в декабре 1927 года, хотя в течение всего периода его существования часто проводились различные структурные изменения. Во главе КОП было командование корпуса, которому подчинялось 6 бригад, в состав которых входили батальоны пехоты и эскадроны кавалерии. Наименьшим подразделением была застава, насчитывающая в мирное время один взвод пехоты. Их было 357.
В 1924—1929 годах названия подразделений КОП имели только нумерацию, например:
- 3-я бригада КОП с местом дислоцирования командования в Вильно,
- 10-й батальон КОП с м.д. командования в Красном,
- 2-й эскадрон КОП с м.д. Ивенце,
- 3-я рота КОП в Леонполе из 5-го батальона КОП в Лужках.

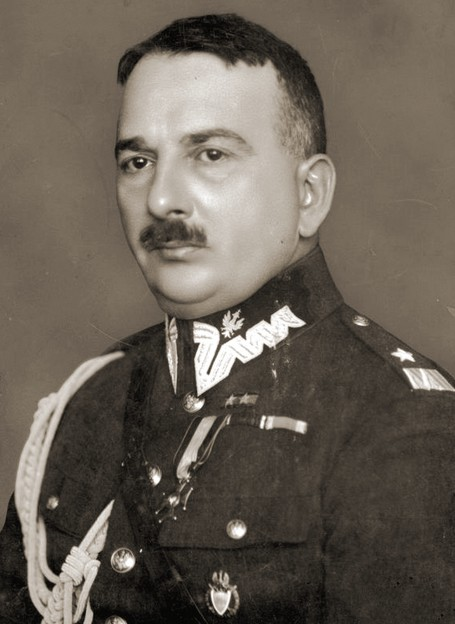
Стефан Паславский — комбриг бригады КОП в Барановичах и Вильно в 1925—1927 годах

Первые три бригады (1., 2., 3.) начали принятие границы на Волыне и Белоруссии 27 октября 1924 года, а операция закончилась 11 ноября, который с тех пор стал не официальным праздником корпуса. В апреле 1925 года были сформированы две следующие бригады (4. и 5.), которые приняли участки в Малопольше и на Полесье. В марте 1926 года 6 бригада КОП приняла под охрану границу с Литвой и Латвией. Общие силы корпуса составили 24 батальона пехоты и 20 эскадронов кавалерии.
КОП состоял из подразделений с полными уставными штатами. Солдаты были особо отобраны, в основном из западных воеводств. Перед зачислением в КОП проходили обучение в линейных подразделениях. В КОП также направлялись большинство призывников немецкой национальности. Система охраны границы КОП выглядела следующим образом. Каждая бригада (позднее также каждый полк) получала собственный участок, который делился на батальонные участки. Те в свою очередь состояли из ротных застав в приграничной полосе. Подразделения резерва, сапёрные и артиллерийские составляли следующую линию обороны.
Окончательного перекрытия обеих частей восточной и северо-восточной границы достигли в октябре 1927 года. Отряды КОП, в дополнение к первоначальным задачам, охраняли сувалкский участок польско-германской границы, а также вдоль Днестра польско-румынской границы.
В 1928 году общая длина государственной границы охраняемой подразделениями КОП составляла почти 2334 км. На 1 км охраняемой границы в среднем приходилось 11 солдат. КОП имел общую численность около 25 тысяч солдат и офицеров. Солдаты КОП охраняли границу, используя систему постов, патрулей, секретов, облав, а также разведданные.

#### Организационная структура КОП в декабре 1927 года[4]

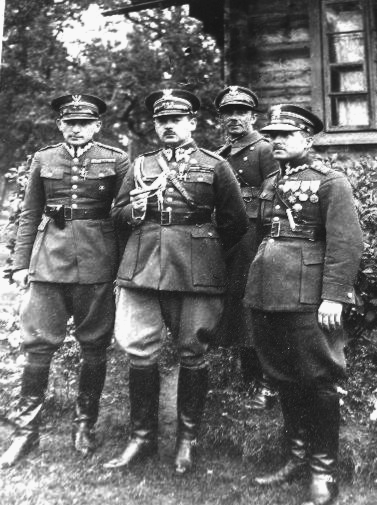
Воины КОП

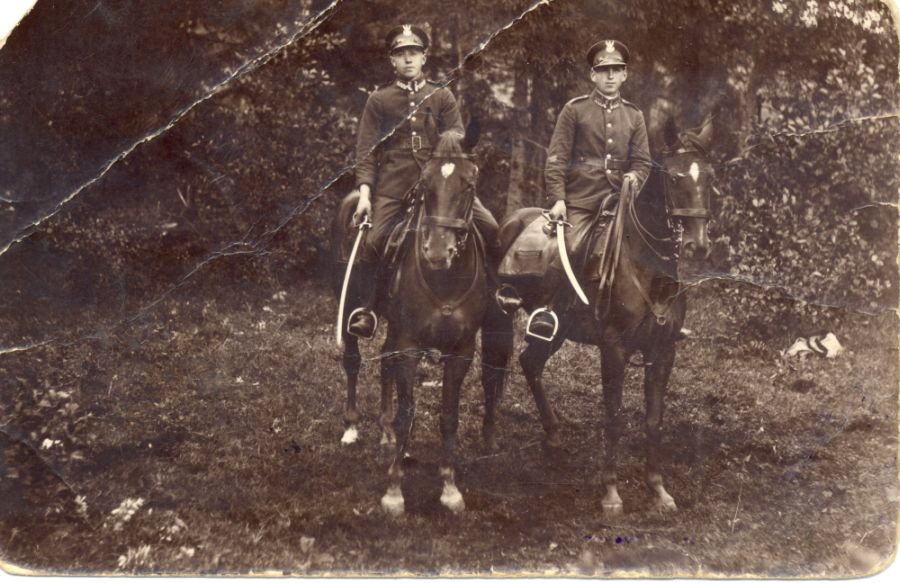
Уланы из 20-го эскадрона КОП

- Командование КОП, главнокомандующий дивизионный генерал Хенрик Одровонж-Минкевич
- 1 бригада КОП (Волынь)
  - 3 батальон КОП, 4 батальон КОП, 11 батальон КОП
  - 26 резервный батальон КОП
  - 3 эскадрон КОП, 11 эскадрон КОП
  - Школа кадровых подофицеров пехоты КОП
  - Школа кадровых подофицеров кавалерии КОП
  - Школа кадровых подофицеров бригады
- 2 бригада КОП
  - 8 батальон КОП, 9 батальон КОП
  - 27 резервный батальон КОП
  - 9 эскадрон КОП, 10 эскадрон КОП
  - 4 учебный эскадрон КОП
  - Школа подофицеров запаса бригады
  - Школа дрессировки розыскных собак
- 3 бригада КОП (Виленский край)
  - 3 полубригада КОП
    - 5 батальон КОП, 7 батальон КОП
    - 6 эскадрон КОП, 7 эскадрон КОП

  - 1 батальон, 6 батальон КОП, 10 батальон КОП
  - 23 резервный батальон КОП
  - 1 эскадрон КОП, 2 эскадрон КОП, 8 эскадрон КОП
  - Школа подофицеров запаса бригады
- 4 бригада КОП (Малая Польша)
  - 12 батальон КОП, 13 батальон КОП, 14 батальон КОП
  - 25 резервный батальон КОП
  - 12 эскадрон КОП, 13 эскадрон КОП, 14 эскадрон КОП
  - Школа подофицеров запаса бригады
- 5 бригада КОП (Полесье)
  - 2 батальон КОП, 15 батальон КОП, 16 батальон КОП, 17 батальон КОП, 18 батальон КОП
  - 5 эскадрон КОП, 15 эскадрон КОП, 16 эскадрон КОП, 17 эскадрон КОП
  - Школа подофицеров запаса бригады
- 6 бригада КОП (Литва и Латвия)
  - 6 полубригада КОП
    - 23 батальон КОП, 24 батальон КОП
    - 29 резервный батальон КОП
    - 19 эскадрон КОП

  - 19 батальон КОП, 20 батальон КОП, 21 батальон КОП, 22 батальон КОП
  - 18 эскадрон КОП, 20 эскадрон КОП
- Дивизион жандармерии КОП
  - Конвой главнокомандующего
  - по отделению жандармерии при каждой из шести бригад

### Реформа Юзефа Пилсудского (1929—1935)

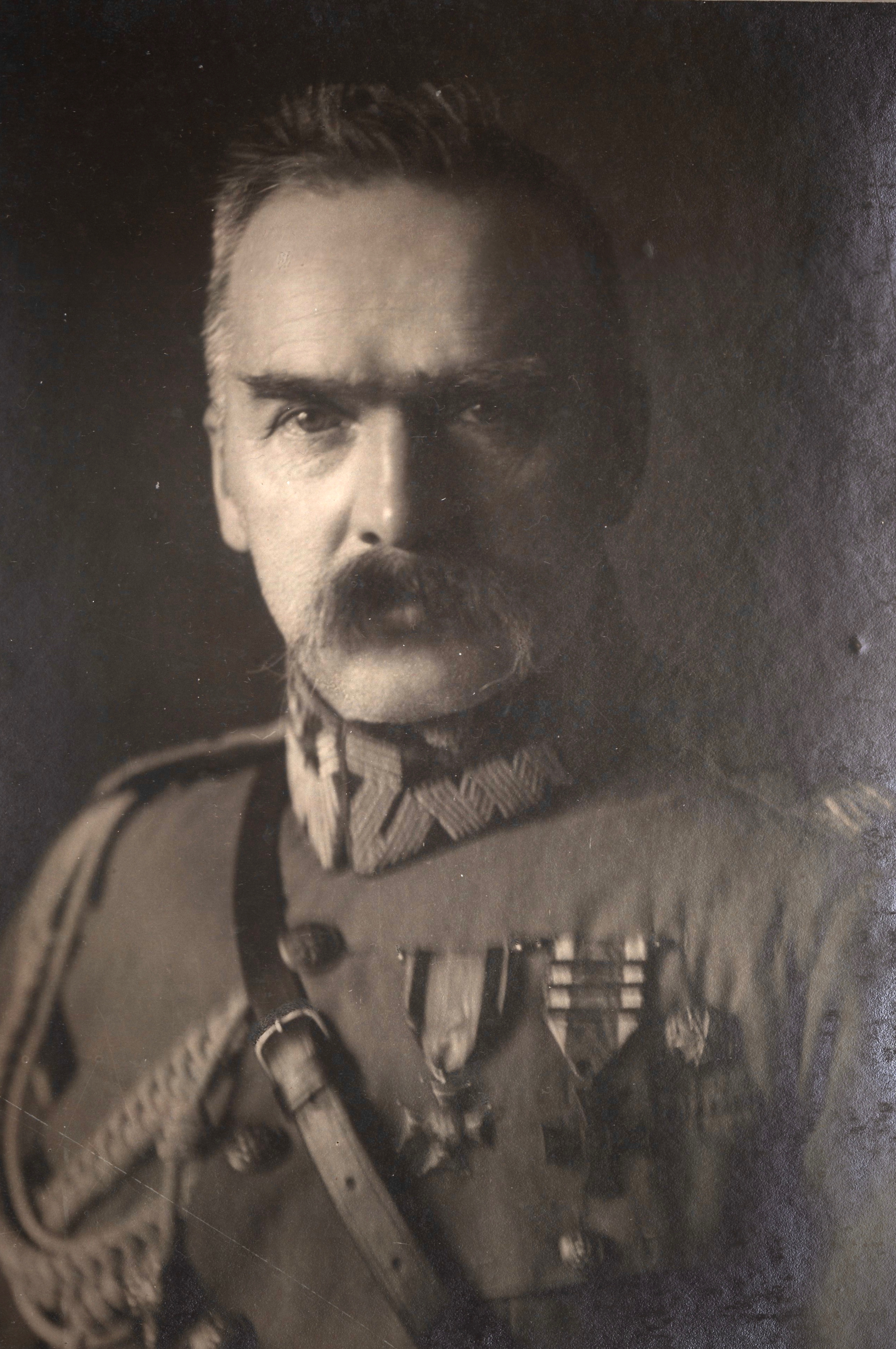
Юзеф Пилсудский, автор реформы КОП 1929 года

18 мая 1929 года новым главкомом КОП был назначен бригадный генерал Станислав Тессаро. В июле 1929 года проведена реорганизация КОП под кодовым названием «R. 1», коснувшаяся как внутренней организации, так и мест дислоцирования. Дополнительно создано шесть командований полков и новые батальоны. Все подразделения КОП начиная от заставы и до бригады получили названия от населённого пункта или географического региона, в которых размещались их штабы. Часть подразделений переформировано, созданы несколько новых. Созданы подразделения сапёров и артиллерии.
Бригады получили следующие наименования: Бригада КОП «Гродно», Бригада КОП «Вильно», Бригада КОП «Новогрудок», Бригада КОП «Полесье», Бригада КОП «Волынь», Бригада КОП «Подолье». Полки в свою очередь были названы: Полк КОП «Глубокое», Полк КОП «Вилейка», Полк КОП «Воложин», Полк КОП «Сарны», Полк КОП «Чортков». Батальоны и эскадроны получили номера, обозначавшиеся арабскими цифрами, а также дополнительное название в соответствии с названием места дислоцирования, например, 22 батальон КОП «Новые Троки». В наименованиях рот и взводов сохранён status quo.
Одновременно в документах и мемуарах появляются неформальные названия, например, 3 бригада КОП получила прозвище «Виленская» или чаще «Вилейская».
В 1931 году проведена реорганизация КОП под кодовым названием «R. 2». В этот раз ликвидирована нумерация подразделений и оставлены только названия по местам дислоцирования.

#### Организационная структура КОП в 1931 году[7][8]
- Главнокомандующий и Штаб
  - Главнокомандующий — бригадный генерал Ян Крушевский
  - заместитель командующего — кадровый полковник Здзислав Приялковский
  - начальник штаба — кадровый подполковник Тадеуш Пущиньский
  - Инспекторат воинского обучения и физического воспитания КОП
  - Штабная рота КОП
- Части и подразделения
  - Бригада КОП «Гродно»
    - 23 пограничный батальон, 24 пограничный батальон
    - 29 резервный батальон
    - 19 эскадрон кавалерии
    - Сапёрная рота

  - Бригада КОП «Вильно»
    - Полк КОП «Глубокое»
    - Полк КОП «Вилейка»
      - 1 пограничный батальон, 10 пограничный батальон
      - 1 эскадрон кавалерии, 8 эскадрон кавалерии

    - 19 пограничный батальон, 20 пограничный батальон, 21 пограничный батальон, 22 пограничный батальон
    - 1 эскадрон кавалерии, 8 эскадрон кавалерии
    - Сапёрная рота

  - Бригада КОП «Новогрудок»
    - Полк КОП «Воложин»
      - 6 пограничный батальон
      - 28 резервный батальон
      - 2 эскадрон кавалерии

    - 8 пограничный батальон, 9 пограничный батальон
    - 27 резервный батальон
    - 9 эскадрон кавалерии, 10 эскадрон кавалерии
    - Сапёрная рота
    - Школа дрессировки розыскных собак

  - Бригада КОП «Полесье» — кадровый полковник Тадеуш Рожицкий—Колодзейчик
    - Полк КОП «Сарны» — кадровый полковник Ежи Плахта—Платович
      - 2 пограничный батальон, 18 пограничный батальон
      - 5 эскадрон кавалерии, 17 эскадрон кавалерии

    - 15 пограничный батальон, 16 пограничный батальон, 17 пограничный батальон
    - 15 эскадрон кавалерии, 16 эскадрон кавалерии
    - Сапёрная рота

  - Бригада КОП «Волынь»
    - 3 пограничный батальон, 4 пограничный батальон, 11 пограничный батальон
    - 26 резервный батальон
    - 3 эскадрон кавалерии, 11 эскадрон кавалерии
    - Школа кадровых подофицеров кавалерии
    - Учебный эскадрон кавалерии
    - Сапёрная рота

  - Бригада КОП «Подолье»
    - Полк КОП «Чортков»
      - 13 пограничный батальон, 14 пограничный батальон
      - 25 резервный батальон
      - 13 эскадрон кавалерии, 14 эскадрон кавалерии

    - 12 эскадрон кавалерии
    - Сапёрная рота

  - Центральная школа подофицеров Корпуса Охраны Границы в Осовце
  - Дивизион жандармерии КОП

### Модернизация и расширение (1937—1939)

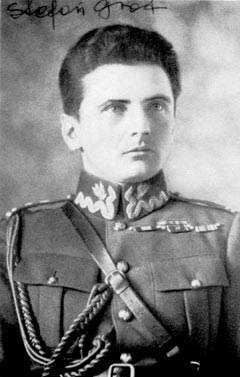
Стефан Ровецкий — комбриг бригады КОП «Подолье» 1935—1938

Во второй половине 1937 года началось создание артиллерии КОП. В сентябре 1937 года созданы Дивизион лёгкой артиллерии КОП «Чортков» и Батарея артиллерии КОП «Клёцк», а в октябре 1937 года Дивизион лёгкой артиллерии КОП «Осовец». Пехота увеличилась на один батальон, который был создан в полку КОП «Снов» и получил наименование батальон КОП «Снов».
В канцелярских записях (в документах) приняты к использованию текущие коды подразделений КОП в виде двух-цифровых номеров соответствующих действующим штабам, от главнокомандования КОП до командира эскадрона КОП. Такие коды существовали и ранее, но их использование было временно прекращено.
В приказах Главнокомандования КОП ежегодно повторялись приказы засекречивания настоящих названий, но даже инспектор армии в своём собственном документе мог ошибиться в названии, например, генерал Стефан Демб-Бернацкий, который бригаду КОП «Вильно» назвал 6-й бригадой КОП (уже после реформы 1929 года). Кроме того, официальные названия батальонов часто сокращались, например, 22 батальон КОП «Новые Троки» обычно сокращался до «Троки», «Новые Швенцяны» — до «Швенцяны».
В декабре 1938 года для охраны южной границы с Румынией начато формирование полка КОП «Карпаты». Причиной этому был тот факт, что Пограничная стража передала КОП свою часть границы с Румынией, из-за чего с февраля 1939 года вся польско-румынская граница охранялась КОП.
В начале 1938 года появились также проекты создания западного Корпуса Охраны Границы для охраны границы с Третьим Рейхом.
На 31 декабря 1938 года организационная структура КОП выглядела следующим образом:
- 3 штаба бригад (бригада КОП «Гродно», бригада КОП «Полесье», бригада КОП «Подолье»),
- 8 штабов полков (полк КОП «Вильно», полк КОП «Глубокое», полк КОП «Вилейка», полк КОП «Воложин», полк КОП «Снов», полк КОП «Сарны», полк КОП «Здолбунов», полк КОП «Карпаты»),
- 27 пограничных батальонов, 6 резервных батальонов, батальон специального назначения «Сарны»,
- 19 кавалерийских эскадронов, кавалерийский дивизион «Невиркув»,
- Дивизион лёгкой артиллерии КОП «Чортков» и две батареи лёгкой артиллерии: Батарея артиллерии КОП «Клёцк» и Дивизион лёгкой артиллерии КОП «Осовец»,
- 6 сапёрных рот и т. д.
- также Центральная школа подофицеров Корпуса Охраны Границы в Осовце.
- личный состав насчитывал около 29 900 человек.

1938 год был последним, во время которого корпус существовал и действовал в соответствии со структурой мирного времени. Дальнейшее развитие КОП пришлось уже на 1939 год. Тогда были созданы 1-й пехотный полк КОП «Карпаты» (батальон КОП «Сколе» и батальон КОП «Делятин») и 2-й пехотный полк КОП «Карпаты» (батальон КОП «Команча» и батальон КОП «Дукла»). В мобилизационном плане подразделения КОП предназначались для задач организации заслонов и создание на их основе дивизий резерва.
Разрабатывавшийся с начала тридцатых годов и принятый в 1939 году мобилизационный план «W» ставил перед КОП ряд новых задач. В рамках их реализации с весны 1939 года, началось, одновременно с проведением частичной мобилизации 23 марта 1939 года, передвижение батальонов и их подразделений в различные регионы страны и их подчинение оперативным частям. Таким образом, корпус перешёл в положение военных приготовлений.
В марте 1939 года, в связи с ростом угрозы на южной границе, туда были стянуты 4 батальона пехоты (батальон КОП «Берёзвеч», батальон КОП «Житин», батальон КОП «Снов I», батальон КОП «Снов II»), а к западной границе посланы три сапёрные роты («Вилейка», «Столин», «Гоща»). Кроме того, 23 марта издан приказ о создании Ponadto 23 marca wydano rozkaz o utworzeniu tzw. Ударного полка кавалерии КОП в составе 6 линейных эскадронов и одного пулемётного эскадрона.
В марте 1939 года под охрану полка КОП «Карпаты» поступила польско-венгерская граница, созданная после распада Чехословакии. 15 июля 1939 года издан организационный приказ об организации ещё одного полка «Карпаты», для принятия границы со Словакией. С момента его организации оба полка получили нумерацию — 1-й пехотный полк КОП «Карпаты» и 2-й пехотный полк КОП «Карпаты». В соответствии с планом «Z» (Запад), в случае войны с Германией, часть сил КОП должна была стать базой для организации подразделений Войска Польского. Создававшиеся таким образом армейские подразделения получали от КОП большую часть кадровых офицеров, солдат и амуниции. Вся артиллерия должна была перейти в новосозданные подразделения.
В апреле 1939 года на южную границу посланы два очередных батальона КОП (батальон КОП «Вилейка», батальон КОП «Воложин»), а также один в Августов (батальон КОП «Слободка»). В мае на Хельскую косу посланы: из батальона КОП «Сенкевичи» — резервная рота и пулемётная рота, из полка КОП «Сарны» — резервная рота. Из этих подразделений создан батальон получивший нумерацию IV/7 pp, известный также как IV батальон КОП «Хель».
Министерство военных дел организовало штабы участков: «Суха», «Новы Сонч» и «Санок», переименованные позднее в горные бригады, 25 августа 1939 года они были включены в организационную структуру КОП. Единственная горная бригада, которая была создана на базе подразделений КОП, это 1-я Горная бригада (участок «Суха»), которая была сформирована на базе 1-го пехотного полка КОП и 2-го пехотного полка КОП.
Одновременно с нарастанием угрозы со стороны Германии, KOP делегировал на запад очередные свои подразделения. Большая часть из них была потом разбросана по другим частям. Надо заметить, что эти подразделения характеризовались большим процентом солдат не польского происхождения. Они также были хуже обучены и вооружены.
Граница непосредственной служебной деятельности КОП в 1939 году начиналась от стыка границ Польши, Литвы и Восточной Пруссии на севере и тянулась по пограничным линиям с Литвой, Латвией, Советским Союзом, Румынией, Венгрией и Словакией вплоть до Вислоки.
КОП был переорганизован в следующем виде:
- 3 штаба бригад:
  - Бригада КОП «Гродно»
  - Бригада КОП «Полесье» — кадровый полковник Тадеуш Рожицкий—Колодзейчик
  - Бригада КОП «Подолье» — полковник пехоты Болеслав Островский
- 8 штабов полков:
  - Полк КОП «Глубокое» — подполковник Ян Швятковский
  - Полк КОП «Воложин»
  - Полк КОП «Вильно» — подполковник Казимир Кардашевич
  - Полк КОП «Вилейка» — подполковник Юзеф Крамчыньский
  - Полк КОП «Снов» — подполковник Яцек Джура
  - Полк КОП «Сарны» — кадровый полковник Ежи Плахта—Платович
  - Полк КОП «Здолбунов»
  - Полк КОП «Ровно»

### Сотрудничество со II отделом Генерального штаба
II отдел Генерального штаба пользовался на территории страны помощью различных государственных гражданских и военных организаций, таких как: Инспекция политической дефензивы государственной полиции, Министерство иностранных дел. Большую совместную работу II отдел проводил с Корпусом Охраны Границы.
По соглашению со II отделом основной задачей разведывательных органов КОП на 1926 год было:
1. Наблюдение за действиями литовской, советской и немецкой разведок, литовских националистических деятелей, коммунистов и перебежчиков
2. Разведывательные рейды на территорию Литвы, СССР и Восточной Пруссии
3. Ослабление антипольской деятельности Литвы на территории Латвии

- Экспозитура № 1 II отдела Генерального штаба в Вильно — разведка и контрразведка против СССР, Литвы и Латвии; с 1933 подчинялась командующему корпуса (Двуйке подчинялась только по линии личного состава и бюджета)
  - начальник
    - майор Эдмунд Пётровский (1939)

  - разведывательный пост № 1 КОП — Сувалки, позже в Гродно
  - разведывательный пост № 2 КОП — Вильно
  - разведывательный пост № 3 КОП — Слободка, позже Глубокое
  - разведывательный пост № 4 КОП — Вилейка, с сентября 1936 Молодечно
  - разведывательный пост № 5 КОП — Столбцы
  - разведывательный пост № 6 КОП — Лунинец
  - приписанный офицер при ЦШП КОП в Осовце
- Экспозитура № 5 II отдела Генерального штаба во Львове — разведка и контрразведка против СССР; с 1933 подчинялась командующему корпуса (Двуйке подчинялась только по линии личного состава и бюджета)
  - начальник
    - кадровый майор Богдан Шелиговский (1928)
    - майор Юзеф Биньковский (1939)

  - разведывательный пост № 7 КОП — Сарны
  - разведывательный пост № 8 КОП — Ровно
  - разведывательный пост № 9 КОП — Чортков — капитан Генрик Нитецкий (до 1935, потом второй заместитель начальника разведки КОП)
  - разведывательный пост № 10 КОП — Тарнополь (создан 15 ноября 1931)
  - разведывательный пост № 11 КОП — Воложин, Ивенец, позднее Стрый (создан в декабре 1931; ликвидирован в сентябре 1936; воссоздан перед войной)
  - разведывательный пост № 12 КОП — Слободка (создан в январе 1933; ликвидирован 29 октября 1934 по причине малой угрозы просачивания через польско-латвийскую границу; воссоздан в марте 1939 в Саноке, вскоре переведен в Ясло
- Экспозитура № 6 II отдела Генерального штаба в Брест—Литовске (1 июня 1926 подчинена Экспозитуре № 1 в Вильно) — разведка и контрразведка против СССР

### Организационная структура в марте 1939 года
| КОП в марте 1939:    | Батальоны пехоты | Эскадроны кавалерии | Артиллерийские команды | Артиллерийские батареи | Инженерные роты |         |         |         |         |         |         |         |         |
| Бригады              | Бригады          | Бригады             | Бригады                | Бригады                | Бригады         | Бригады | Бригады | Бригады | Бригады | Бригады | Бригады | Бригады | Бригады |
| -------------------- | ---------------- | ------------------- | ---------------------- | ---------------------- | --------------- | ------- | ------- | ------- | ------- | ------- | ------- | ------- | ------- |
| Гродно               | 2                | 1                   |                        |                        | 1               |         |         |         |         |         |         |         |         |
| Полесье              | 3                | 1                   |                        |                        | 1               |         |         |         |         |         |         |         |         |
| Подолье              | 4                | 3                   | 1                      |                        | 1               |         |         |         |         |         |         |         |         |
| Полки                |                  |                     |                        |                        |                 |         |         |         |         |         |         |         |         |
| Вильно               | 3                | 1                   |                        |                        |                 |         |         |         |         |         |         |         |         |
| Глубокое             | 4                | 3                   |                        |                        |                 |         |         |         |         |         |         |         |         |
| Вилейка              | 3                | 2                   |                        |                        | 1               |         |         |         |         |         |         |         |         |
| Воложин              | 2                | 1                   |                        |                        |                 |         |         |         |         |         |         |         |         |
| Снов                 | 3                | 2                   |                        | 1                      | 1               |         |         |         |         |         |         |         |         |
| Сарны                | 3                | 3                   |                        |                        |                 |         |         |         |         |         |         |         |         |
| Здолбунов            | 4                | 4                   |                        |                        | 1               |         |         |         |         |         |         |         |         |
| 1 полк КОП           | 2                |                     |                        |                        |                 |         |         |         |         |         |         |         |         |
| 2 полк КОП           | 2                |                     |                        |                        |                 |         |         |         |         |         |         |         |         |
| Другие подразделения |                  |                     |                        |                        |                 |         |         |         |         |         |         |         |         |
| ЦШПо КОП             | 1                |                     |                        | 1                      |                 |         |         |         |         |         |         |         |         |
| Всего                | 36               | 21                  | 1                      | 2                      | 6               |         |         |         |         |         |         |         |         |

### Размещение батальонов КОП перед мобилизацией

Батальоны бригады КОП «Гродно» – Белостокское воеводство
Батальоны бригады КОП «Вильно» – Виленское воеводство
Батальоны бригады КОП «Новогрудек» – Новогрудское воеводство
Батальоны бригады КОП «Полесье» – Полесское воеводство
Батальоны бригады КОП «Волынь» – Волынское воеводство
Батальоны бригады КОП «Подолье» – Тарнопольское воеводство
Батальоны 1-го пехотного полка КОП «Карпаты» – Станиславовское воеводство
Батальоны 2-го пехотного полка КОП «Карпаты» – Львовское воеводство

### Мобилизация 30 августа 1939 года

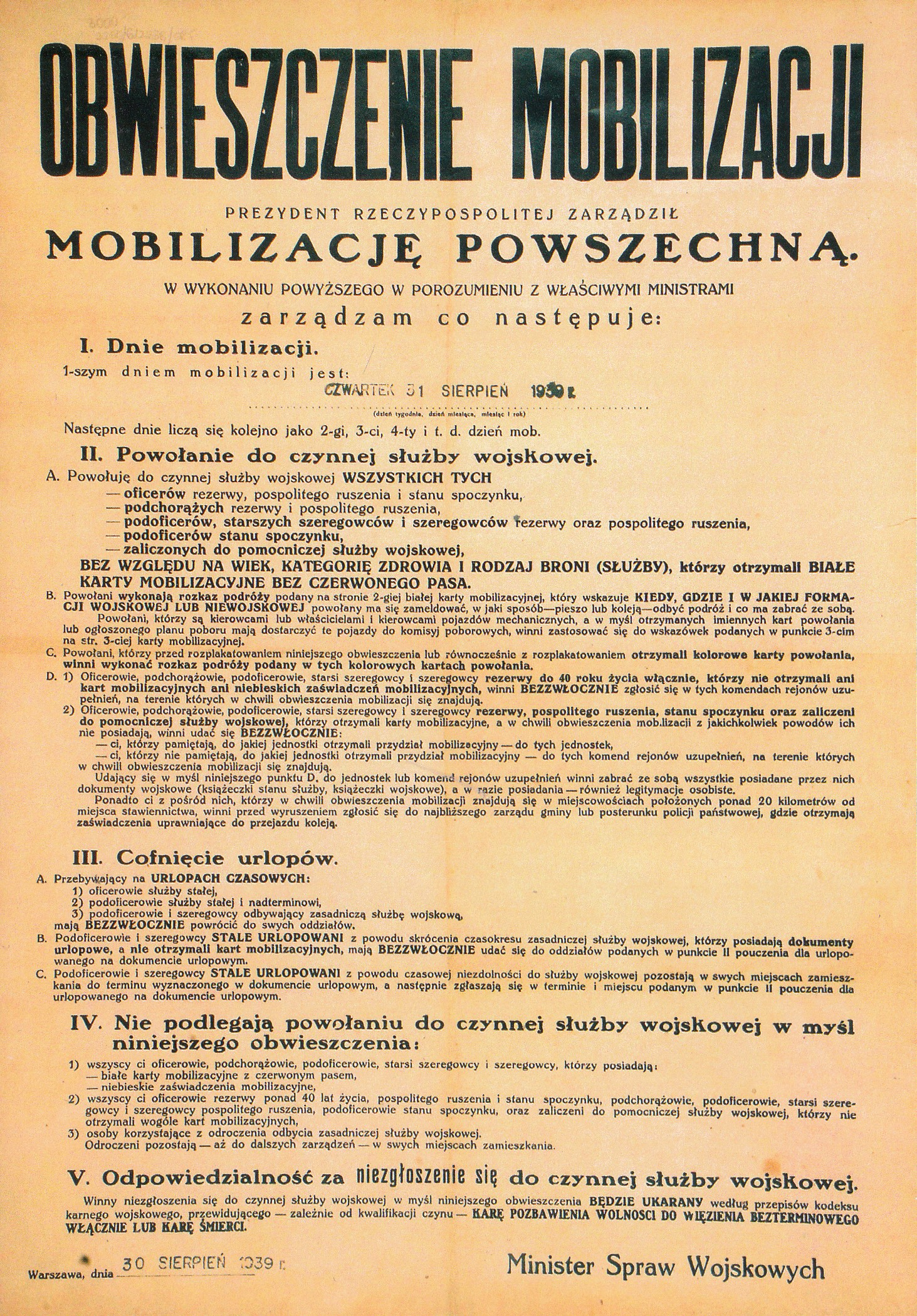
Объявление о всеобщей мобилизации

На основе приказа от 30 августа 1939 о переходе КОП на военное положение, проведена реорганизация организационной структуры. На базе соответствующих подразделений КОП сформированы пехотные дивизии резерва и подчинены местным оперативным соединениям.
Командование КОП в свою очередь сформировало штаб оперативной группы генерала Крушевского. Командующим КОП стал прежний первый заместитель главнокомандующего корпуса — бригадный генерал Вильгельм Орлик-Рюкеманн.
В процессе мобилизации на основе КОП были созданы:
- Четыре пехотные дивизии:
  - 33 пехотная дивизия
  - 35 пехотная дивизия
  - 36 пехотная дивизия
  - 38 пехотная дивизия
- Три горные бригады:
  - 1 горная бригада
  - 2 горная бригада
  - 3 горная бригада

#### Организационная структура КОП после мобилизации 1939 года[10][11]
- Командование и штаб
  - Главнокомандующий КОП, бригадный генерал Вильгельм Орлик-Рюкеманн
  - Инспекторат воинского обучения и физического воспитания КОП
  - районная интендатура «Вилейка», районная интендатура «Лунинец», районная интендатура «Чортков», районная интендатура «Стрый»
  - радиотелеграфный взвод
  - руководство разведки, начальник разведки КОП майор Ян Гурбский
  - дивизион жандармерии КОП
- Части и подразделения
  - Полк КОП «Вильно» — подполковник Казимир Кардашевич
    - Батальон КОП «Ораны» — капитан Станислав Геттер
    - Батальон КОП «Троки»
    - Батальон КОП «Неменчин» — майор Чеслав Межеевский
    - Батальон КОП «Новые Свенцяны»

  - Полк КОП «Глубокое» — подполковник Ян Швятковский
    - Батальон КОП «Лужки», Батальон КОП «Подсвилье»
    - Дисненская полубригада Национальной обороны
      - Батальон Национальной обороны «Поставы» — капитан Юзеф Цадер
      - Батальон Национальной обороны «Браслав» — капитан Эугениуш Токарский

    - Станция почтовых голубей «Поставы»

  - Полк КОП «Вилейка» — подполковник Юзеф Крамчыньский
    - Батальон КОП «Будслав» (майор Мечислав Бачковский), Батальон КОП «Красное» (майор Станислав Стажыньский), Батальон КОП «Ивенец» (капитан Эдвард Новрат)
    - Кавалерийский эскадрон «Ивенец» (ротмистр Ксаверий Вейтко), Кавалерийский эскадрон «Красное» (ротмистр Константы Антон, временно поручик Рышард Цеслиньский)
    - Станция почтовых голубей «Сморгонь»

  - Полк КОП «Снов» — подполковник Яцек Джура
    - Батальон КОП «Столбцы»
    - Батальон КОП «Клецк» — капитан Станислав Звойщик
    - Станция почтовых голубей «Барановичи»

  - Бригада КОП «Полесье» — кадровый полковник Тадеуш Рожицкий—Колодзейчик
    - Батальон КОП «Людвиково» — капитан Анджей Шумлиньский
    - Батальон КОП «Сенкевичи» — подполковник Ян Дышкевич
    - Батальон КОП «Давид-Городок» — майор Яцек Томашевскийподполковник Никодем Сулик — командир полка КОП «Сарны» (фотография середины 40-х годов)

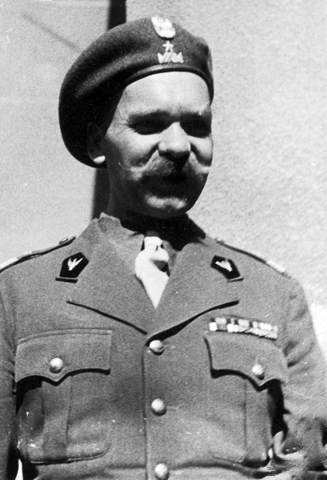
подполковник Никодем Сулик — командир полка КОП «Сарны» (фотография середины 40-х годов)

  - Полк КОП «Сарны» — подполковник Никодем Сулик
    - Батальон КОП «Рокитное» (майор Ян Войцеховский)
    - Батальон КОП «Березно» (майор Антоний Журовский)
    - Кавалерийский эскадрон «Быстричи»
    - Батальон специального назначения «Сарны», Батальон специального назначения «Малинск» (майор Пётр Франковский)
    - Станция почтовых голубей «Сарны»

  - Полк КОП «Здолбунов»
    - Батальон КОП «Гоща», Батальон КОП «Острог», Батальон КОП «Дедеркалы»
    - Кавалерийский дивизион «Невиркув»
    - Кавалерийский эскадрон «Дедеркалы»

  - Полк КОП «Чортков»
    - Батальон КОП «Скалат», Батальон КОП «Копычинцы», Батальон КОП «Борщёв»
    - Сапёрная рота «Чортков»
    - Станция почтовых голубей «Бучач»

### Оборонительная война 1939
1 сентября 1939 года КОП состоял из штаба, одной бригады (Бригада КОП «Полесье») и 7 полков. Общая численность личного состава была всего около 20 тысяч человек. Очень малое было количество кадровых офицеров и обученных солдат, большая часть резервистов происходила из национальных меньшинств, в основном украинцы, белорусы и немцы.

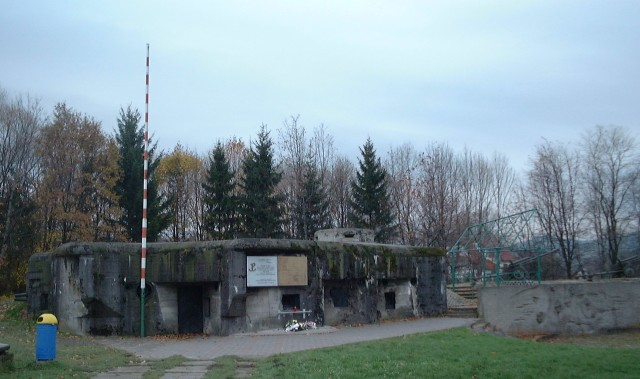
Боевое укрытие «Вендровец» в Венгерской горке

После начала войны штаб КОП эвакуировался из Варшавы в Пинск.
2-3 сентября 1939 151-я крепостная рота «Венгерская горка» под командованием капитана Тадеуша Семика обороняла форты в Венгерской горке.
С 6 до 9 сентября тяжёлые бои в районе Коньске — Шидловца и Илжы вела 36 пехотная дивизия, сформированная в основном из солдат КОП бригады «Подолье». В последней фазе боёв дивизией командовал подполковник Пжемислав Наконечников—Клюковский.
7-10 сентября шли бои под Визной, в которой польскими силами командовал капитан Владислав Рагинис.

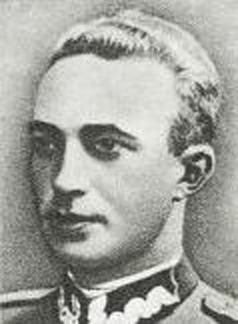
Капитан Владислав Рагинис — командир 3-й роты пулемётного батальона округа «Сарны»

Когда 17 сентября 1939 года Красная Армия пересекла силами двух фронтов — Белорусского и Украинского (всего 750 тысяч солдат) — восточную границу Польши, на один батальон КОП приходился один советский корпус. Части и подразделения КОП провели ряд боёв и боестолкновений с Красной Армией. Недостаток амуниции и боеприпасов, а также большие потери в живой силе привело к тому, что командующий корпусом генерал Вильгельм Орлик-Рюкеманн освободил солдат от присяги и распустил насчитывавшую около 3 тысяч солдат группу. Однако часть из них перешла в оперативную группу «Полесье» и принимали участие в последних боях Войска Польского.
Импровизированная часть КОП была собрана в районе Кухотская Воля — Кухче — Храпин — Морочное на основе приказа Орлик—Рюкеманна от 21 сентября 1939 года. После сосредоточения насчитывала около 8700 солдат (в том числе 300 офицеров).
В течение 29-30 сентября 1939 года в бою под Шацком 4-тысячная группа КОП под командованием Орлик-Рюкеманна нанесла тяжёлые потери 52-й стрелковой дивизии Красной Армии. Бои за Шацк начали польские силы. Деревня была обстреляна артиллерией, а затем в результате штурма и штыковой атаки, к полудню была взята. Находящиеся в деревне продовольственные запасы и снаряжение улучшили ситуацию среди уставших морально и физически польских солдат. После полудня занято ещё несколько окрестных сёл. Преследование разбитой 52-й дивизии продолжалось до вечера, но советским частям удалось уйти в северо-восточном направлении в Малориту. В течение следующего дня польские части разбили авангард ещё одной дивизии, а затем отошли в направлении Буга. В боях погибло около 350 польских солдат, а ещё 900 было ранено. КОП потерял также много снаряжения, в основном артиллерийского и несколько тягачей.

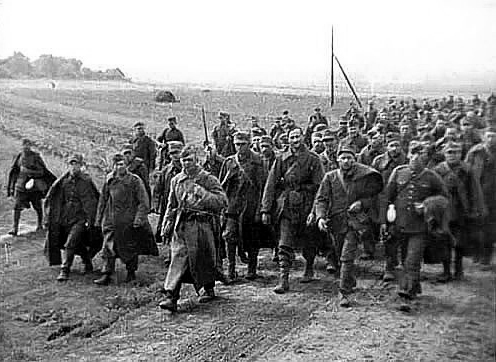
Польские солдаты — военнопленные идут на железнодорожные сборные пункты за польско-советской границей

30 сентября группа КОП предприняла марш в направлении Парчева, чтобы там присоединиться к отдельной оперативной группе «Полесье» генерала Клееберга. При попытке пересечь шоссе Влодава-Люблин в районе Вытычно произошла битва с танковыми группами Красной Армии, наступающими со стороны Влодавы.
Остатки подразделений КОП были разбиты в бою под Вытычно (1 октября 1939). Из-за большого перевеса в силах у противника командир группы КОП приказал отходить и распустил группу. Отряды мелкими группками пробирались в леса для продолжения подпольной борьбы.
Большое количество воинов КОП погибли в Катыни (среди них капитан Станислав Звойщик и генерал Хенрик Минкевич) и Харькове (в том числе капитан Рудольф Шрайбер). Проигранная Оборонительная война положила конец существованию Корпуса Охраны Границы.

#### Организационная структура КОП в сентябре 1939
- Командование и штаб
  - Главнокомандующий КОП, бригадный генерал Вильгельм Орлик-Рюкеманн
  - заместитель командующего — кадровый полковник Людвик Биттнер
  - начальник штаба — кадровый майор Люциан Гавроньский
  - начальник санитарной службы — полковник доктор медицины Владислав Маркевич
- Части и подразделения
  - Бригада КОП «Полесье» — кадровый полковник Тадеуш Рожицкий—Колодзейчик
    - Батальон КОП «Людвиково» — капитан Анджей Шумлиньский
    - Батальон КОП «Сенкевичи» — подполковник Ян Дышкевич
    - Батальон КОП «Давид-Городок» — майор Яцек Томашевский

  - Полк КОП «Сарны» — подполковник Никодем Сулик
    - Крепостной батальон КОП «Сарны» — майор Бронислав Бжозовский
    - Крепостной батальон КОП «Малинск» — майор Пётр Франковский (импровизированный)
    - Батальон КОП «Рокитное» — майор Ян Войцеховскиймайор Антоний Журовский — командир батальона КОП «Березно»

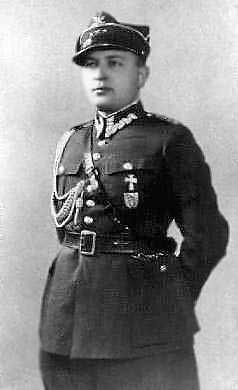
майор Антоний Журовский — командир батальона КОП «Березно»

    - Батальон КОП «Березно» — майор Антоний Журовский
    - Кавалерийский эскадрон «Быстричи» — ротмистр Виктор Якубовский

  - Батальон КОП «Клецк» — капитан Станислав Звойщик
  - Маршевый батальон 76-го пехотоного полка — майор Юзеф Бальцежак
  - Морской батальон Пинской флотилии — капитан Богуслав Рутыньский
  - Сапёрный батальон — майор Мариан Чежовский
  - Крепостной батальон КОП «Осовец» — майор Антоний Корпал
  - Штабной батальон группы КОП генерала Орлик-Рюкеманна — майор жандармерии Шимон Майблюм
  - Крепостная рота «Тышица» — майор Люциан Гротт
  - Крепостная рота укрепрайона «Сарны» — капитан Владислав Матольский
  - Артиллерийская рота — капитан Рудольф Шрайбер
  - сборный взвод из оперативной группы «Гродно» — полковник в отставке Эдвард Черны
  - сборный дивизион артиллерии — майор в отставке Стефан Черник
    - Батарея 75 мм орудий
    - Батарея 100 мм гаубиц

  - Команда 51-го бронепоезда (с 23 сентября) — капитан Здзислав Рокоссовский
  - Команда 54-го бронепоезда — капитан Юзеф Кулеша
  - Сапёрная рота КОП «Столин»

## Персональные должности командования КОП в 1924—1939 годах
Главнокомандующие корпуса:
- бригадный генерал Хенрик Минкевич (1924 — 7 V 1929)
- полковник Станислав Тессаро (18 V 1929 — X 1930)
- бригадный генерал Ян Крушевский (X 1930 — VIII 1939)
- бригадный генерал Вильгельм Орлик-Рюкеманн (с 31 августа 1939)

Заместители главнокомандующего корпуса:
- бригадный генерал Юзеф Токаржевский (X 1924 — V 1926)
- кадровый полковник Здзислав Приялковский (VI 1931 — II 1934)
- кадровый полковник Зигмунт Богуш—Шышко (II 1934 — VIII 1938)
- бригадный генерал Вильгельм Орлик-Рюкеманн (XII 1938 — 31 VIII 1939)
- полковник пехоты Людвик Биттнер (с 31 VIII 1939)

Помощник главнокомандующего корпуса
- полковник пехоты Людвик Биттнер (XI 1938 — 31 VIII 1939)

Инспектор пехоты
- полковник пехоты Станислав Собещак

Инспекторы конных подразделений:
- бригадный генерал Юзеф Токаржевский (X 1924 — 15 V 1926, одновременно заместитель главнокомандующего КОП)
- полковник Феликс Дзевицкий (с 15 XI 1926)

Начальники штаба:
- подполковник погранвойск Юлиуш Ульрих (1924 — 15 V 1926)
- майор погранвойск Тадеуш Мюнних (ок. 15 V — 15 XI 1926)
- майор погранвойск Артур Марушевский (od 15 XI 1926)
- кадровый подполковник Витольд Киршенштейн (1929 — III 1932)
- кадровый подполковник Тадеуш Пущиньский

Начальники оперативно-учебного отдела:
- майор погранвойск Виктор Чарноцкий (1924 — † 20 X 1925)
- майор погранвойск Тадеуш Мюнних (с 1 II 1926)

Начальники сапёрной службы корпуса:
- майор Эугениуш Оскерко (до января 1931 → начальник сапёрной службы 20 пех.дивизии)
- майор-сапёр Рышард Яворовский (январь 1931[12] — 1934 → командир 5-го сапёрного батальона)
- майор-сапёр Александр Филиповский (с 1934[13])

Начальники строительной службы корпуса:
- подполковник-сапёр инженер Станислав Ян Пашковский (с января 1931)

Начальники санитарной службы корпуса:
- подполковник мед.службы Станислав Михаловский (1924—1930)
- полковник мед.службы Казимир Ежи Мишевский (1930—1932)
- подполковник/полковник мед.службы доктор медицины Антоний Швойницкий (1932—1934)
- полковник мед.службы доктор медицины Владислав Маркевич—Довбор (1934—1938)
- подполковник мед.службы доктор Бронислав Фортунат Северин Строньский (1938—1939)

## Общественная деятельность
Корпус Охраны Границы в течение всего периода своего существования предпринимал усилие в области общественного согласия среди жителей Восточных Кресов. По этой причине он проводил общественно-культурные мероприятия, такие как создание библиотек или пунктов медицинской помощи. С итоговой точки зрения эта деятельность имела малые результаты.